# Frank Sherwood Rowland
Frank Sherwood Rowland (Delaware (Ohio), 28 juni 1927 – Newport Beach, 10 maart 2012) was een Amerikaans chemicus, werkzaam als professor aan de University of California te Irvine. In 1995 won hij met Mario J. Molina en Paul Crutzen de Nobelprijs voor Scheikunde voor hun onderzoek naar de schadelijkheid van cfk's op de ozonlaag.

## Biografie
Sherwood was de middelste van de drie zonen van Sidney Archibald Rowland, hoogleraar wiskunde, en Margaret Lois Drake Rowland, docente Latijn. Hij behaalde in 1948 een Bachelor of Arts-titel aan de Ohio Wesleyan University en daarna achtereenvolgens een Master of Science (1951) en een doctorstitel (1952) aan de Universiteit van Chicago. Hij doceerde hij aan de Princeton-universiteit en de Universiteit van Kansas tot hij in 1964 zijn huidige titel haalde, professor chemie aan de Universiteit van Californië. Begin jaren 1970 begon hij samen te werken met Mario Molina. In 1978 werd hij verkozen tot lid van de National Academy of Sciences, in 1993 deed hij dienst als voorzitter van de American Association for the Advancement of Science.
Het bekendst werd hij door de ontdekking (1974), samen met Molina, dat chloorfluorkoolstofverbindingen (cfk's) een belangrijke bijdrage leveren aan de afbraak van de ozonlaag. Hiermee bouwde hij voort op Paul Crutzens eerdere (1970) ontdekking dat stikstofdioxide ozon kan afbreken. In een artikel die in 1974 in het tijdschrift Nature werd gepubliceerd, lieten ze zien dat wanneer cfk's in de stratosfeer terechtkomen deze gebombardeerd worden door krachtige UV-stralen. Als gevolg hiervan een chlooratoom wordt losgeslagen kan deze meer dan 100.000 ozonmoleculen absorberen. Daarbij kunnen cfk's tot aan een eeuw in de stratosfeer blijven hangen. Het zou nog ongeveer tien jaar duren voor hun ontdekking algemeen geaccepteerd raakte; ze leidde evenwel tot een drastische teruggang in het gebruik van cfk's. Voor deze ontdekking ontvingen Crutzen, Rowland en Molina in 1995 gezamenlijk de Nobelprijs voor de Scheikunde.
1901: Van 't Hoff ·
1902: E. Fischer ·
1903: Arrhenius ·
1904: Ramsay ·
1905: Baeyer ·
1906: Moissan ·
1907: Buchner ·
1908: Rutherford ·
1909: Ostwald ·
1910: Wallach ·
1911: Curie ·
1912: Grignard, Sabatier ·
1913: Werner ·
1914: Richards ·
1915: Willstätter ·
1918: Haber ·
1920: Nernst ·
1921: Soddy ·
1922: Aston ·
1923: Pregl ·
1925: Zsigmondy ·
1926: Svedberg ·
1927: Wieland ·
1928: Windaus ·
1929: Harden, Euler-Chelpin ·
1930: H. Fischer · 
1931: Bosch, Bergius ·
1932: Langmuir ·
1934: Urey ·
1935: F. Joliot-Curie, I. Joliot-Curie ·
1936: Debye ·
1937: Haworth, Karrer ·
1938: Kuhn ·
1939: Butenandt, Ružička ·
1943: Hevesy · 
1944: Hahn ·
1945: Virtanen ·
1946: Sumner, Northrop, Stanley ·
1947: Robinson · 
1948: Tiselius · 
1949: Giauque ·
1950: Diels, Alder ·
1951: McMillan, Seaborg ·
1952: Martin, Synge ·
1953: Staudinger ·
1954: Pauling ·
1955: Vigneaud ·
1956: Hinshelwood, Semjonov ·
1957: Todd ·
1958: Sanger ·
1959: Heyrovský ·
1960: Libby ·
1961: Calvin ·
1962: Perutz, Kendrew ·
1963: Ziegler, Natta ·
1964: Hodgkin ·
1965: Woodward ·
1966: Mulliken ·
1967: Eigen, Norrish, Porter ·
1968: Onsager ·
1969: Barton, Hassel ·
1970: Leloir ·
1971: Herzberg ·
1972: Anfinsen, Moore, Stein · 
1973: E.O. Fischer, Wilkinson · 
1974: Flory ·
1975: Cornforth, Prelog ·
1976: Lipscomb ·
1977: Prigogine · 
1978: Mitchell ·
1979: Brown, Wittig ·
1980: Berg, Gilbert, Sanger ·
1981: Fukui, Hoffmann ·
1982: Klug ·
1983: Taube ·
1984: Merrifield ·
1985: Hauptman, Karle ·
1986: Herschbach, Lee, Polanyi ·
1987: Cram, Lehn, Pedersen ·
1988: Deisenhofer, Huber, Michel ·
1989: Altman, Cech ·
1990: Corey ·
1991: Ernst ·
1992: Marcus ·
1993: Mullis, Smith ·
1994: Olah ·
1995: Crutzen, Molina, Rowland ·
1996: Curl, Kroto, Smalley ·
1997: Boyer, Walker, Skou ·
1998: Kohn, Pople ·
1999: Zewail ·
2000: Heeger, MacDiarmid, Shirakawa ·
2001: Knowles, Noyori, Sharpless ·
2002: Fenn, Tanaka, Wüthrich ·
2003: Agre, MacKinnon ·
2004: Ciechanover, Hershko, Rose ·
2005: Grubbs, Schrock, Chauvin ·
2006: Kornberg ·
2007: Ertl ·
2008: Shimomura, Chalfie, Tsien ·
2009: Steitz, Yonath, Ramakrishnan ·
2010: Heck, Negishi, Suzuki ·
2011: Shechtman ·
2012: Kobilka, Lefkowitz ·
2013: Karplus, Levitt, Warshel ·
2014: Betzig, Hell, Moerner ·
2015: Lindahl, Modrich, Sancar ·
2016: Sauvage, Stoddart, Feringa ·
2017: Dubochet, Frank, Henderson · 
2018: Arnold, Winter, Smith ·   
2019: Goodenough, Whittingham, Yoshino ·
2020: Charpentier, Doudna ·
2021: List, MacMillan ·
2022: Bertozzi, Meldal, Sharpless ·
2023: Bawendi, Brus, Jekimov ·
2024: Baker, Hassabis, Jumper